# Visoko sodišče kasacije in pravice Romunije
Visoko sodišče kasacije in pravice Romunije (romunsko Înalta Curte de Casație și Justiție; kratica: ÎCCJ) je vrhovno sodišče Romunije. 
Sestavljajo ga: 
- 4 zbornice:

- za civilno pravo in intelektualno lastnino;
- za kriminalno pravo;
- za gospodarsko pravo;
- za administrativno in davčno pravo;

- Odbor 9 sodnikov in
- Skupni odbori[1].

Vodstvo sodišča je sestavljeno iz:
- predsednik Visokega sodišča kasacije in pravice Romunije,
- podpredsednik visokega sodišča,
- 4 predsedniki zbornic in
- sodniki visokega sodišča[2].

Nahaja se v Palači parlamenti v Bukarešti.

## Poimenovanja
- Visoko sodišče kasacije in pravice Romunije (Înalta Curte de Casație și Justiție): 1861 - 1947
- Vrhovni tribunal (Tribunalul Suprem): 1947 - 1990
- Vrhovno sodišče pravice (Curtea Supremă de Justiţie): 1990 - 2003
- Visoko sodišče kasacije in pravice Romunije (Înalta Curte de Casație și Justiție): 2003 - danes